# Phare de San Esteban de Pravia
Le phare de San Esteban de Pravia (Faru de San Esteban de Pravia en asturien) est un petit phare situé sur l'extrémité de la digue ouest du port de San Esteban de Pravia paroisse civile de la commune de Muros de Nalón, (province des Asturies en Espagne).
Il est géré par l'autorité portuaire d'Avilés .

## Histoire
Le phare, dont l'origine remonte à 1945, est situé sur la digue ouest du port, à l'entrée de l'embouchure de la rivière Nalón. La construction actuelle date de 1997; c'est une tourelle de 5 m de hauteur placée sur un petit local technique. La structure, à l'extrémité de le digue, est non peinte. Son plan focal est à 19 m au-dessus de la surface de l'eau et émet deux éclats blancs, toutes les 12 secondes, visibles jusqu'à
24 km. Il est aussi muni d'une sirène de brouillard émettant, en code morse, la lettre N (.-) toutes les trente secondes.
Identifiant : ARLHS : SPA318 ; ES-02380 - Amirauté : D1634.2 - NGA : 2248.